# Движение за демокрация и прогрес (Чад)
Движението за демокрация и прогрес (на френски: Rassemblement pour la démocratie et le progrès) е политическа партия в Чад. Лидер на партията е Лол Мохамед Шава, който я основава през 1992.
На изборите в Чад на 21 април 2002 обединена заедно с Патриотично движение за спасение печели 12 от общо 155 места в парламента.